# Tetrahedron Letters
Tetrahedron Letters (скорочено Tetrahedron Lett.  у цитатах літератури відповідно до стандарту ISO 4 ) (підзаголовок: Міжнародний журнал для швидкої публікації всіх попередніх повідомлень з органічної хімії ) — щотижневий науковий рецензований журнал з органічної хімії, що видається з 1959 року Elsevier .
Англійська назва Tetrahedron українською означає чотиригранник . Це натяк на тетраедричну структуру sp3-гібридизованого атома вуглецю, структурного елемента більшості органічних речовин, відкритого Якобом Генріком Вант-Гоффом.
Імпакт-фактор у 2019 році становив 2,275.  Відповідно до статистики ISI Web of Knowledge, у 2014 році журнал посів 22 місце в категорії 57 журналів з органічної хімії.
Elsevier також видає Tetrahedron і Tetrahedron: Asymmetry, які також є журналами з органічної хімії.